# The Dead South
The Dead South (дословно — «мёртвый юг») — канадская музыкальная группа из города Реджайна в Канаде. Группа поёт в стиле фолк и блюграсс.
Первый студийный альбом группы вышел в 2013 году. В 2016 году набрала популярность песня и клип «In Hell I`ll Be In Good Company».
Группа самоопределяет свой жанр как блюз-фолк-рок с элементами кантри, в то время, как многие слушатели относят их творчество к блюграсс и гаражному року.

## Состав
Всего в состав входило 5 человек:
- Нэйт Хилт (лид-вокал, гитара);
- Скотт Прингл (мандолина, вокал, гитара);
- Дэнни Кеньон (виолончель, покинул группу в августе 2020 года в связи с обвинениями о сексуальном насилии фанаток группы, вернулся в 2021 году);
- Колтон Кроуфорд (одно время его заменяла Элайза Мэри Дойл; банджо);
- Эрик Мейлсон (виолончель).

## Дискография
2013 — The Ocean Went Mad and We Were to Blame
1. Banjo Odyssey;
2. Wishing Well;
3. The Dirty Juice;
4. Fruist and Salad;
5. Honey You.

2014 — Good Company
1. Long Gone;
2. Achilles;
3. The Recap;
4. In Hell I’ll Be in Good Company;
5. Manly Way;
6. Travellin' Man;
7. Honey You;
8. Ballad for Janoski;
9. Down That Road;
10. The Dead South;
11. That Bastard Son;
12. Deep When the River’s High;
13. Into the Valley.

2016 — Illusion & Doubt
1. Boots;
2. Every Man Needs A Chew;
3. Dead man’s isle;
4. Smoochin' In The Ditch;
5. One Armed Man;
6. The Good Lord;
7. Delirium;
8. Miss Mary;
9. Time For Crawlin;
10. The Massacre Of El Kuroke;
11. Hard Day;
12. Gunslinger’s Glory.

2019 — Sugar & Joy
1. Act of Approach;
2. Diamond Ring;
3. Blue Trash;
4. Black Lung;
5. Fat Little Killer Boy;
6. Broken Cowboy;
7. Snake Man (Pt. 1);
8. Snake Man (Pt. 2);
9. Heaven in a Wheelbarrow;
10. Crawdaddy Served Cold;
11. Alabama People;
12. Spaghetti;
13. Distance Oneself.